# Bilbao
Bilbao (AFI: /bilˈbao/; in basco Bilbo) è una città della Spagna settentrionale, la più grande dei Paesi Baschi e capoluogo della provincia di Biscaglia. La sua popolazione conta 346 903 abitanti.

## Geografia fisica

### Territorio
Importante porto marittimo e centro industriale, sorge sul fiume Nervión, e i suoi sobborghi si estendono fin sulla costa del golfo di Biscaglia. Per l'intera area urbana si stima una popolazione di circa 935 000 persone (nel 2000), che la pone al quinto posto fra le più grandi aree urbane della Spagna.

### Clima
Il clima di Bilbao è di tipo oceanico umido, influenzato dalla calda corrente del Golfo, con temperature miti lungo tutto l'arco dell'anno. La temperatura dell'acqua del mare si aggira sui 14 °C in inverno e in estate arriva ai 23 °C. La stagione marittima va da aprile a novembre, sebbene non sempre si possa approfittare della vicinanza del mare per l'elevata presenza di giorni nuvolosi.
Le piogge sono più frequenti in inverno, autunno e primavera e i giorni di pioggia sono quasi per la metà dell'anno. Novembre è il mese più piovoso mentre luglio il più secco, seppur non così troppo da classificare il clima della città come Mediterraneo. A Bilbao è piuttosto raro che nevichi, ma spesso si imbiancano i monti attorno. Specialmente in inverno è più facile osservare il nevischio con una media di quasi 10 giorni l'anno. Gli inverni sono miti e le estati sono abbastanza calde. Ad esempio, la media minima di gennaio è di 9,3 °C, mentre quella di luglio di 20,9 °C. A causa dell'Oceano immediatamente a Nord, il clima risulta perlopiù mitigato, anche se talvolta è spesso variabile, anche con rapidità inusuale a causa di violenti scontri tra venti umidi freschi oceanici e quelli secchi e molto caldi Meridionali.
Le temperature record misurate all'aeroporto della città dal 17 marzo 1947 sono di 44 °C il giorno 23 agosto 2023, battendo i 42 °C del 26 luglio 1947, mentre la temperatura più bassa mai registrata fu di –8,6 °C il 3 febbraio 1963.
Il giorno 26 agosto 1983 fu il giorno record piovoso di 225,6 mm quando la città si allagò a causa dell'esondazione del fiume Nervión.
| BILBAO aeroporto (1981-2010) | Mesi        | Mesi        | Mesi        | Mesi        | Mesi        | Mesi        | Mesi        | Mesi        | Mesi        | Mesi        | Mesi        | Mesi        | Stagioni | Stagioni | Stagioni | Stagioni | Anno  |
| BILBAO aeroporto (1981-2010) | Gen         | Feb         | Mar         | Apr         | Mag         | Giu         | Lug         | Ago         | Set         | Ott         | Nov         | Dic         | Inv      | Pri      | Est      | Aut      | Anno  |
| ---------------------------- | ----------- | ----------- | ----------- | ----------- | ----------- | ----------- | ----------- | ----------- | ----------- | ----------- | ----------- | ----------- | -------- | -------- | -------- | -------- | ----- |
| T. max. media (°C)           | 13,4        | 14,3        | 16,5        | 17,6        | 20,8        | 23,4        | 25,4        | 26,0        | 24,6        | 21,4        | 16,6        | 13,9        | 13,9     | 18,3     | 24,9     | 20,9     | 19,5  |
| T. media (°C)                | 9,3         | 9,7         | 11,5        | 12,6        | 15,7        | 18,4        | 20,4        | 20,9        | 19,2        | 16,4        | 12,4        | 9,9         | 9,6      | 13,3     | 19,9     | 16,0     | 14,7  |
| T. min. media (°C)           | 5,1         | 5,1         | 6,4         | 7,6         | 10,6        | 13,4        | 15,4        | 15,7        | 13,8        | 11,4        | 8,2         | 5,9         | 5,4      | 8,2      | 14,8     | 11,1     | 9,9   |
| T. max. assoluta (°C)        | 25,1 (2023) | 26,9 (2019) | 30,1 (2023) | 33,1 (2010) | 36,4 (2017) | 41,2 (1950) | 42,0 (1947) | 44,0 (2023) | 41,7 (1988) | 36,7 (2023) | 27,7 (2015) | 24,7 (2021) | 26,9     | 36,4     | 44,0     | 41,7     | 44,0  |
| T. min. assoluta (°C)        | −7,6 (1963) | −8,6 (1963) | −5,0 (1962) | −1,2 (1991) | 0,4 (1960)  | 3,6 (1975)  | 6,6 (1954)  | 6,8 (1949)  | 3,8 (1972)  | 0,6 (1949)  | −6,2 (1988) | −7,4 (1962) | −8,6     | −5,0     | 3,6      | −6,2     | −8,6  |
| Giorni di gelo (Tmin ≤ 0 °C) | 3,2         | 2,1         | 1,0         | 0,1         | 0,0         | 0,0         | 0,0         | 0,0         | 0,0         | 0,0         | 0,8         | 2,9         | 8,2      | 1,1      | 0,0      | 0,8      | 10,1  |
| Precipitazioni (mm)          | 120         | 86          | 90          | 107         | 78          | 60          | 50          | 76          | 73          | 111         | 147         | 122         | 328      | 275      | 186      | 331      | 1 120 |
| Giorni di pioggia            | 13          | 11          | 11          | 13          | 11          | 7           | 7           | 8           | 8           | 11          | 13          | 12          | 36       | 35       | 22       | 32       | 125   |
| Giorni di neve               | 0,7         | 0,7         | 0,3         | 0,0         | 0,0         | 0,0         | 0,0         | 0,0         | 0,0         | 0,0         | 0,1         | 0,3         | 1,7      | 0,3      | 0,0      | 0,1      | 2,1   |
| Giorni di nebbia             | 1,2         | 1,9         | 1,6         | 2,0         | 1,6         | 1,2         | 1,1         | 1,8         | 3,0         | 2,5         | 1,8         | 1,7         | 4,8      | 5,2      | 4,1      | 7,3      | 21,4  |
| Umidità relativa media (%)   | 72          | 69          | 68          | 69          | 69          | 70          | 71          | 72          | 71          | 71          | 73          | 72          | 71       | 68,7     | 71       | 71,7     | 70,6  |
| Giorni di cielo sereno       | 2,6         | 2,7         | 2,6         | 1,8         | 2,1         | 3,0         | 3,9         | 3,4         | 3,8         | 2,7         | 2,6         | 2,8         | 8,1      | 6,5      | 10,3     | 9,1      | 34,0  |
| Ore di soleggiamento mensili | 85          | 97          | 132         | 138         | 169         | 180         | 186         | 179         | 160         | 126         | 88          | 78          | 260      | 439      | 545      | 374      | 1 618 |

Medie storiche in riferimento agli anni 1981-2010 con i record delle temperature dal 17 marzo 1947.
Dati aggiornati a maggio 2025 per gli estremi della temperatura e per gli altri record seguenti.

#### Altri record storici
Dal 1º marzo 1947, anno di rilevazione dei dati, i mesi di aprile 1988, ottobre 2003 e dicembre 1960 hanno avuto il record di ben 28 giorni di pioggia. Gennaio 1985 e febbraio 1956 ebbero il massimo di 7 giorni con neve. Agosto 1983 fu il mese con più temporali in assoluto, con 11 giorni; lo stesso mese ha il numero più alto di precipitazioni misurate con 626,9 mm. Al contrario, il mese più secco fu settembre 1985 con 0,4 mm. Calcolando la media più alta delle massime temperature in un mese, quello più torrido risulta agosto 2003 con 29,9 °C; la temperatura media delle minime registrate in un mese più bassa fu di –1,4 °C in febbraio 1956. Dal 1950, in tutti i mesi sono stati raggiunti 100 km/h di raffica massima del vento fuorché luglio (massimo 88 km/h da nord-ovest il giorno 21 all'1:00); la raffica massima fu registrata il 20 gennaio 1965 alle 12:30 di 148 km/h. 
| Bilbao                                        | Gennaio                            | Febbraio                          | Marzo                          | Aprile                             | Maggio                            | Giugno                            | Luglio                          | Agosto                             | Settembre                         | Ottobre                             | Novembre                         | Dicembre                         |
| --------------------------------------------- | ---------------------------------- | --------------------------------- | ------------------------------ | ---------------------------------- | --------------------------------- | --------------------------------- | ------------------------------- | ---------------------------------- | --------------------------------- | ----------------------------------- | -------------------------------- | -------------------------------- |
| Massimi giorni di pioggia mensili             | 26 (1986)                          | 24 (1972)                         | 24 (1970)                      | 28 (1988)                          | 26 (2013)                         | 20 (1992)                         | 24 (2011)                       | 25 (1983)                          | 23 (1995)                         | 28 (2003)                           | 26 (1966)                        | 28 (1960)                        |
| Massimi giorni di neve mensili                | 7 (1985)                           | 7 (1956)                          | 6 (1955)                       | 1 (1986)                           | 1 (1947)                          |                                   |                                 |                                    |                                   |                                     | [2 (2019)]                       | 5 (1970)                         |
| Massimi giorni di temporali mensili           | 5 (1978)                           | 5 (1970)                          | 4 (2014)                       | 9 (1993)                           | 6 (2017)                          | 8 (1988)                          | 7 (1971)                        | 11 (1983)                          | 8 (1973)                          | 4 (1994)                            | 6 (1975)                         | 3 (1999)                         |
| Precipitazioni massime giornaliere (mm)       | 94.6 (16-2023)                     | 79.8 (27-2016)                    | 83.8 (24-1991)                 | 92.4 (3-1989)                      | 92.5 (31-2008)                    | 108.1 (16-2010)                   | 67.7 (16-1997)                  | 252.6 (26-1983)                    | 172.6 (26-1953)                   | 117.2 (14-1953)                     | 85.2 (21-2006)                   | 68 (19-1967)                     |
| Precipitazioni massime mensili (mm)           | 326.7 (1978)                       | 345 (2016)                        | 215.3 (2008)                   | 259.9 (1989)                       | 214.7 (1977)                      | 239.8 (2010)                      | 192.5 (1977)                    | 626.9 (1983)                       | 279.2 (1959)                      | 432.2 (1992)                        | 371 (2019)                       | 464.4 (1950)                     |
| Precipitazioni minime mensili (mm)            | 6.4 (1993)                         | 14.7 (1949)                       | 3.8 (1961)                     | 10.4 (1982)                        | 14 (1952)                         | 4.9 (1976)                        | 5.9 (2022)                      | 6 (1955)                           | 0.4 (1985)                        | 4.4 (1969)                          | 10.1 (1988)                      | 11.3 (2015)                      |
| Raffica massima (km/h) e direzione            | 148 da 290° [WNW] (20-1965, 12:30) | 133 da 230° [SW] (11-1974, 10:05) | 115 da 180° [S] (2-1978, 2:53) | 112 da 250° [WSW] (30-1983, 13:37) | 100 da 320° [NW] (13-2002, 13:28) | 105 da 240° [WSW] (23-1986, 1:38) | 88 da 320° [NW] (21-1957, 1:00) | 104 da 300° [WNW] (19-1992, 17:18) | 122 da 230° [SW] (15-1960, 19:30) | 120,4 da 210° [SSW] (9-2024, 14:00) | 126 da 140° [SE] (6-1982, 20:00) | 130 da 290° [WNW] (2-1976, 3:10) |
| Temperatura media delle massime più alta (°C) | 16.1 (1996)                        | 18.7 (1990)                       | 20.3 (1957)                    | 22.4 (2011)                        | 24.4 (2017)                       | 26.3 (1950)                       | 28.6 (2022)                     | 29.9 (2003)                        | 28.9 (1985)                       | 26.4 (2014)                         | 19.6 (2011)                      | 18.6 (2015)                      |
| Temperatura media delle minime più bassa (°C) | 1.5 (1953)                         | -1.4 (1956)                       | 2.5 (1971)                     | 4.8 (1973)                         | 7.6 (1949)                        | 10.4 (1972)                       | 12.2 (1980)                     | 12.8 (1966)                        | 9.8 (1972)                        | 8.2 (1970)                          | 5.3 (1993)                       | 1.7 (1970)                       |

## Storia
Il primo insediamento umano nella zona risale a più di 2000 anni fa, sulla cima del monte Malmasín.
Diego López V de Haro, signore di Biscaglia, fondò la città di Bilbao con documento firmato a Valladolid, datato 15 giugno 1300 e confermato dal re Ferdinando IV di Castiglia a Burgos il 4 gennaio 1301. Don Diego fondò la nuova città sulla riva destra della ría del Nervión.

## Monumenti e luoghi d'interesse
- Casa Montero, un edificio storico eretto nel 1902.
- Edificio Guridi, eretto nel 1902.
- Palazzo Lezama-Leguizamon, completato nel 1921.

## Economia
L'area metropolitana di Bilbao è la maggiore dei Paesi Baschi e una delle più importanti a livello economico dell'intera Spagna. In quest'area sono presenti settori strategici come quelli dell'acciaio, dell'automazione, energia, industria. La stessa città di Bilbao è stata per decenni nettamente industriale, sebbene attualmente le industrie pesanti si siano spostate fuori dal centro urbano della città.
Da segnalare, infine, che a Bilbao ha sede dal 1996 l'Agenzia europea per la sicurezza e la salute sul lavoro, organismo dell'Unione europea che ha come obiettivo statutario quello di rendere i luoghi di lavoro europei più sicuri, produttivi e salutari.

## Società

### Evoluzione demografica
Nel 1960 era la sesta città della Spagna per numero di abitanti. A partire dagli anni ottanta ha incominciato a spopolarsi, fino ad arrivare ai circa 345 000 abitanti del 2018. A partire dagli anni novanta è in atto una ridistribuzione della popolazione dalle vecchie zone industriali di Sestao, Barakaldo, Portugalete, Santurtzi e Basauri verso la costa.

## Cultura
Sebbene la grande maggioranza degli elementi fondamentali della cultura basca siano riprodotti nella capitale, come l'uso della txapela, ci sono tuttavia alcune peculiarità che definiscono le caratteristiche di Bilbao. Tra queste particolarità ci sono parole tipiche come sinsorgo, coitao, ganorabako, sirris o mocordo; oltre alla bilbainada, un genere musicale.

### Musei

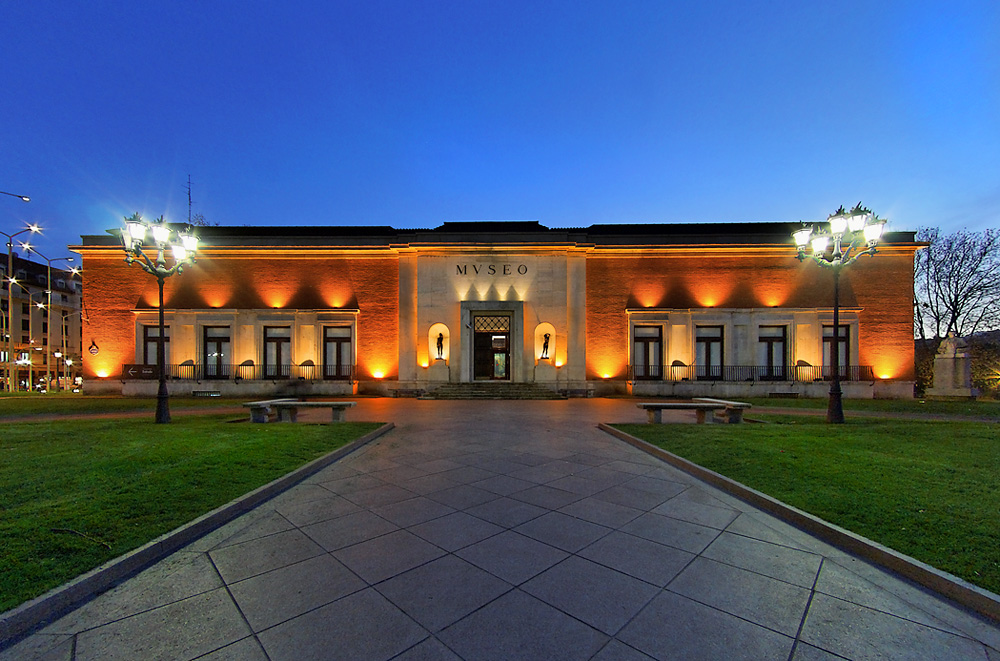
Museo di belle arti di Bilbao

L'offerta museale comprende più di una dozzina di istituzioni che coprono diversi rami dell'arte, della scienza e dello sport.
Spicca il rinomato Museo Guggenheim di Bilbao, della Fondazione Solomon R. Guggenheim, inaugurato il 19 ottobre 1997 e progettato dall'architetto canadese Frank Gehry. La sua collezione permanente si basa sulle arti visive dopo la seconda metà del XX secolo e oggi, con autori come Richard Serra e Jeff Koons, anche se in diverse mostre temporanee sono state esposte opere di temi più vari, come un'analisi dell'arte russa o incisioni di Albrecht Dürer.
Un'altra importante pinacoteca è il Museo di Belle Arti creato nel 1908, che raccoglie opere realizzate dal XII secolo ai giorni nostri. Il suo repertorio prima del 1900 si concentra principalmente su artisti spagnoli e fiamminghi (El Greco, Zurbarán, Murillo, Goya, Van Dyck) e ospita anche il più vasto repertorio di arte basca, con opere dal XIX secolo ad oggi. Ha anche un sorprendente repertorio di avanguardie internazionali, dal post-impressionismo di Paul Gauguin alla pop art e alla figurazione espressionista di Francis Bacon.
Il Museo Basco di Bilbao, conserva oggetti e ospita mostre che si riferiscono al passato basco,. L'Itsasmuseum di Bilbao è un museo marittimo e portuale situato sulle rive dell'estuario: espone barche e altri elementi relativi a quelle attività, tra le quali la gru Carola, vestigia dei cantieri navali Euskalduna, un tempo la macchina di sollevamento più potente di tutta la Spagna.

### Media

#### Stampa
In città sono disponibili i maggiori quotidiani nazionali, alcuni dei quali dispongono di una sezione di informazione locale o regionale. I giornali più diffusi sono però i seguenti quattro, di informazione generale di ambito regionale dei Paesi Baschi, i quali hanno una sede in città:
- Berria (in basco);
- Deia (in castigliano);
- El Correo (in castigliano);
- Gara (blingue, in basco e in castigliano).

## Infrastrutture e trasporti

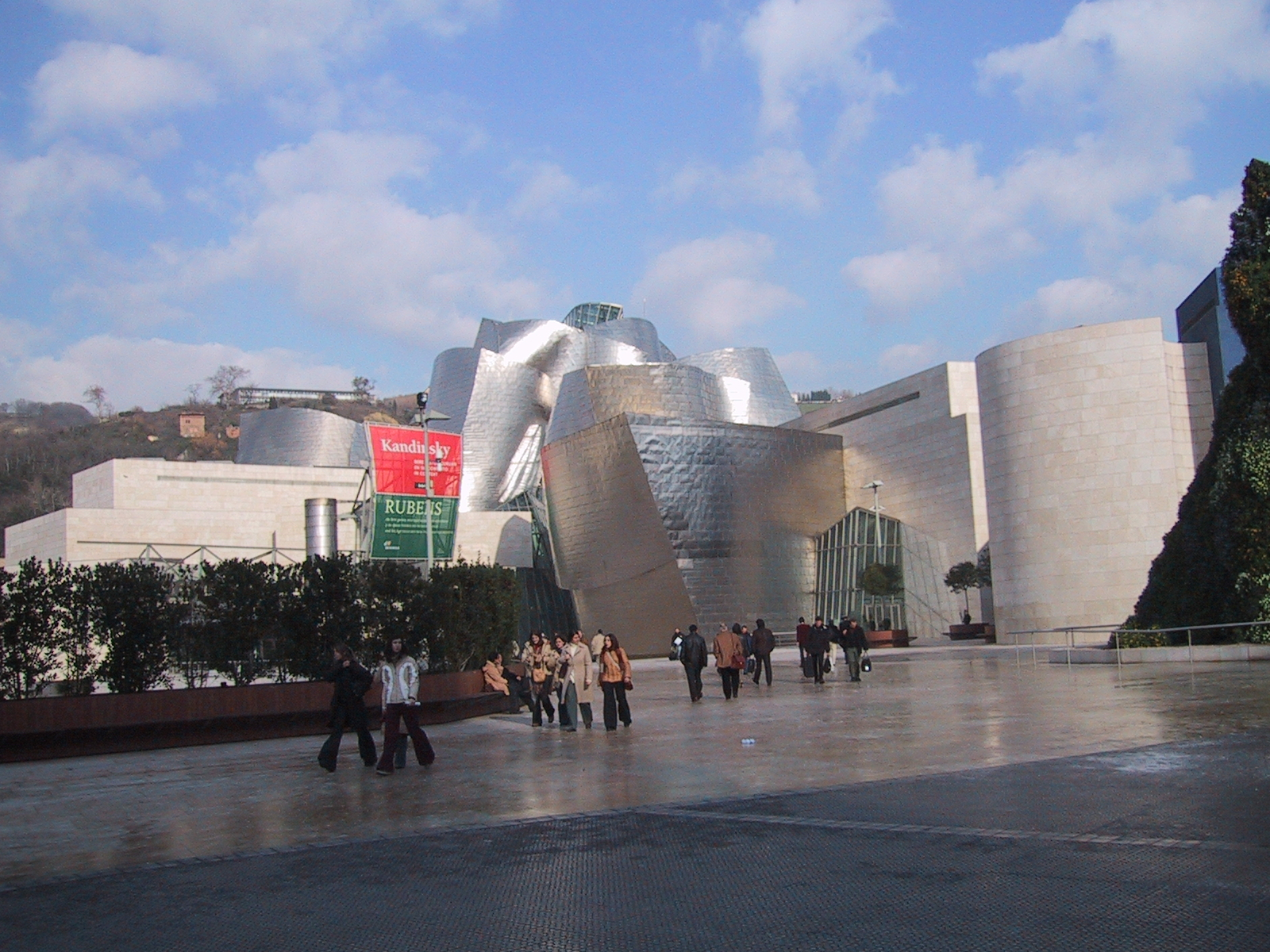
Il museo Guggenheim

La città ha recentemente subito un rinnovamento urbanistico incentrato attorno al nuovo sistema di metropolitana progettato da Norman Foster e, soprattutto, attorno al Guggenheim Museum di Bilbao, progettato da Frank Gehry. Una nuova tranvia è stata inaugurata nel 2002. Il porto, da sempre sul fiume Nervión, è stato spostato ed ingrandito sul golfo di Biscaglia, liberando così ampi spazi in zona centrale, che sono stati sfruttati per ospitare la maggior parte dei nuovi edifici. Ad accentuare la sua modernità è l'aeroporto di Bilbao, progettato dall'architetto Santiago Calatrava, inaugurato nel 2000.
La città è collegata al suo hinterland dalla rete delle Cercanías di Bilbao con capolinea alla Stazione di Bilbao Abando Indalecio Prieto.
La città presenta anche un servizio di autobus, Bilbobus, che opera su tutta la città e su altre tre (Arrigorriaga, Barakaldo ed Erandio).

## Sport
La città è sede della squadra di calcio dell'Athletic Club e della meno nota Santutxu Fútbol Club. La particolarità dell'Athletic Club Bilbao è il tesseramento di soli giocatori nativi dei Paesi Baschi (o discendenti di una famiglia originaria di tale regione) e in grado di parlare la lingua basca. Lo stadio storico di questa squadra è il San Mamés. La prima divisa ufficiale porta i colori sociali della squadra, composta da pantaloncini neri e maglia a strisce verticali bianche-rosse, mentre la seconda maglia dal 2022-23 è composta da pantaloncini rossi e maglia nera con disegnato un leone stilizzato.

## Amministrazione

### Gemellaggi

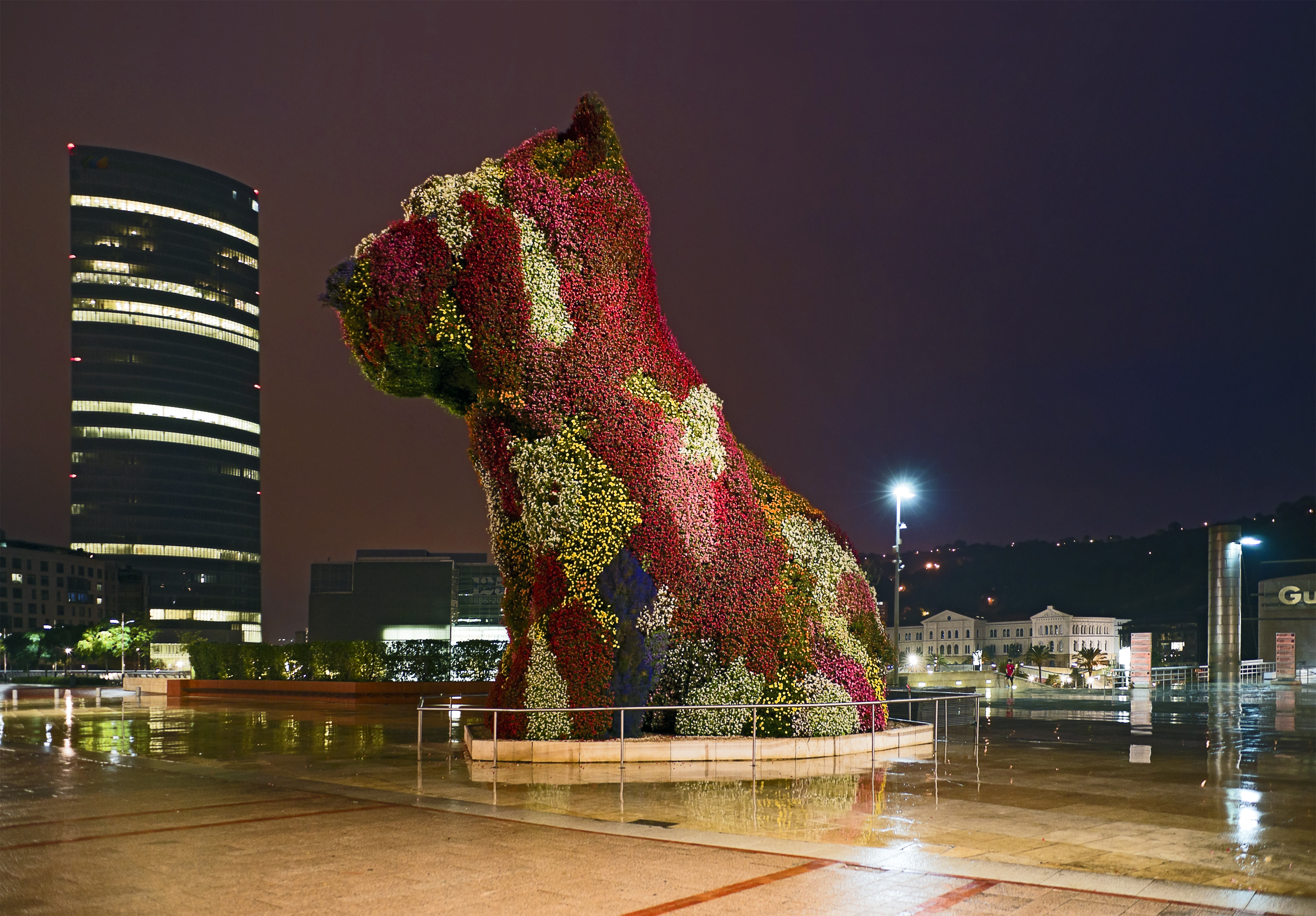
Puppy, scultura di Jeff Koons

- Rosario, dal 1988
- Buenos Aires, dal 1992
- Medellín, dal 1998
- Qingdao, dal 2006
- Bordeaux, dal 2006
- Sant Adrià de Besòs
- Tbilisi
- Pittsburgh

## Galleria d'immagini

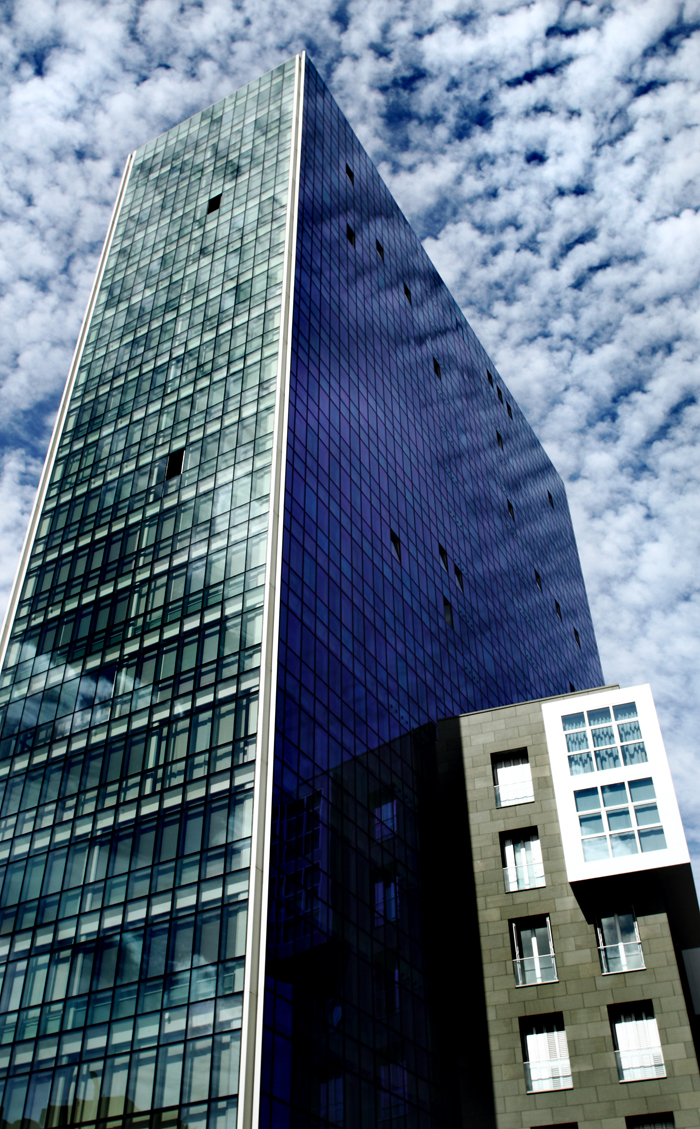
Torre di Isozaki
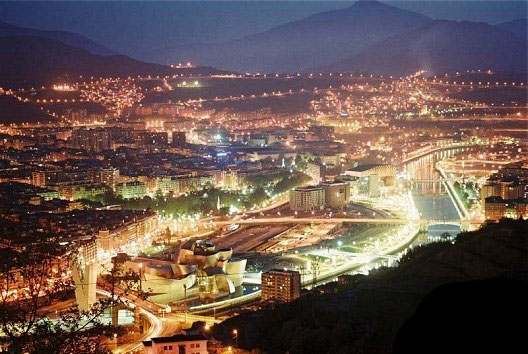
Vista notturna di Bilbao
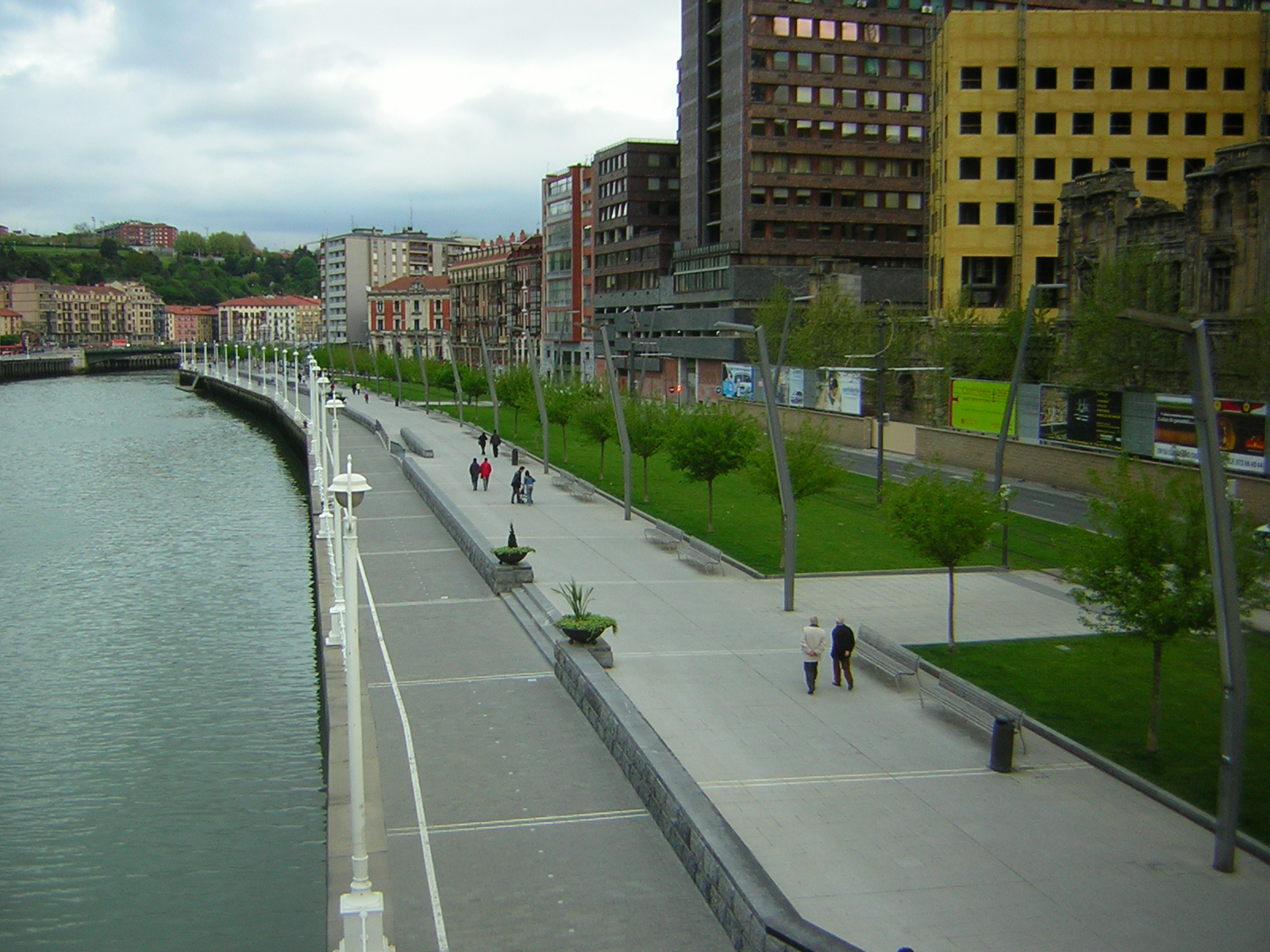
Paseo de Abandoibarra
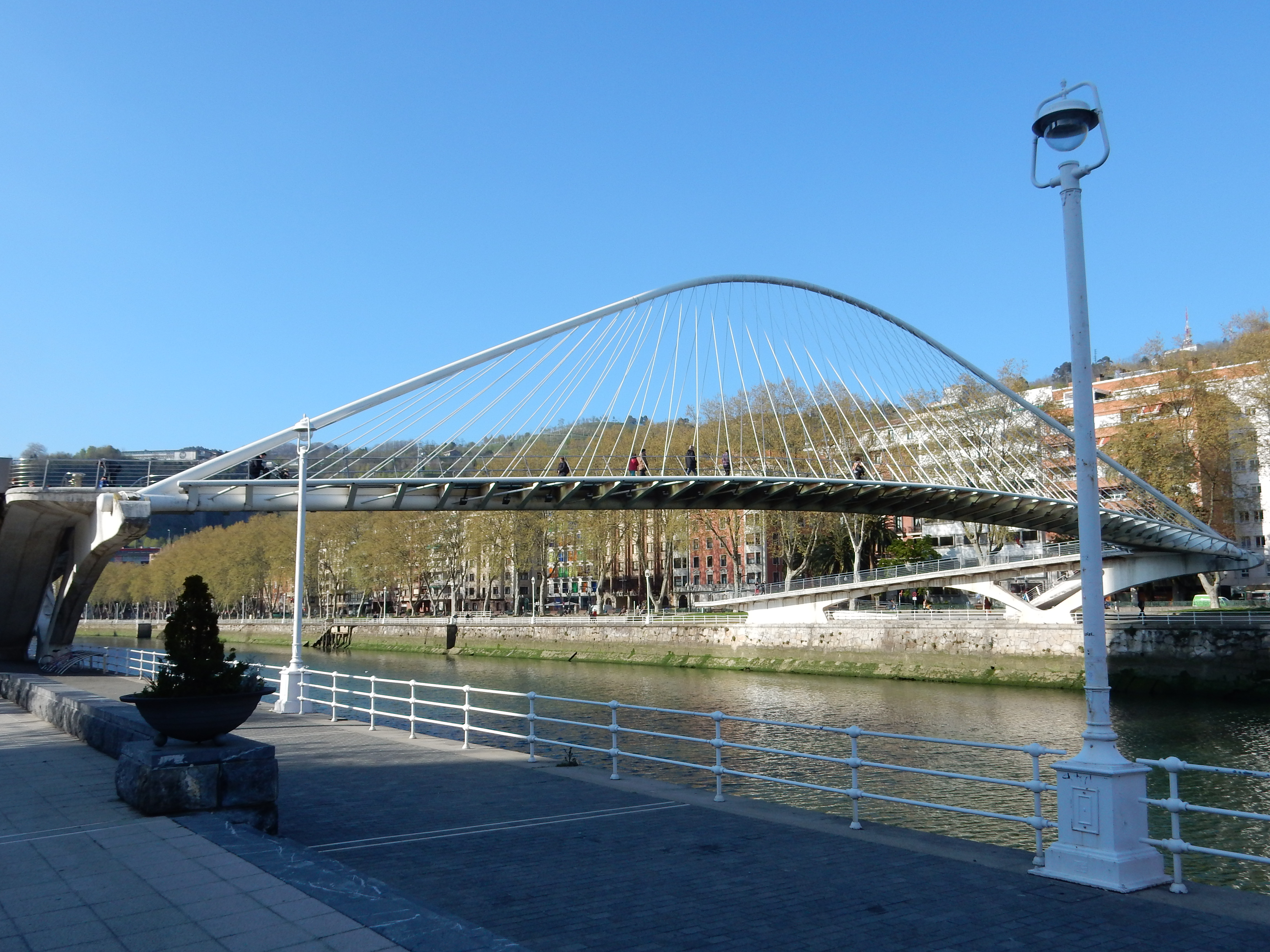
Ponte di Zubizuri
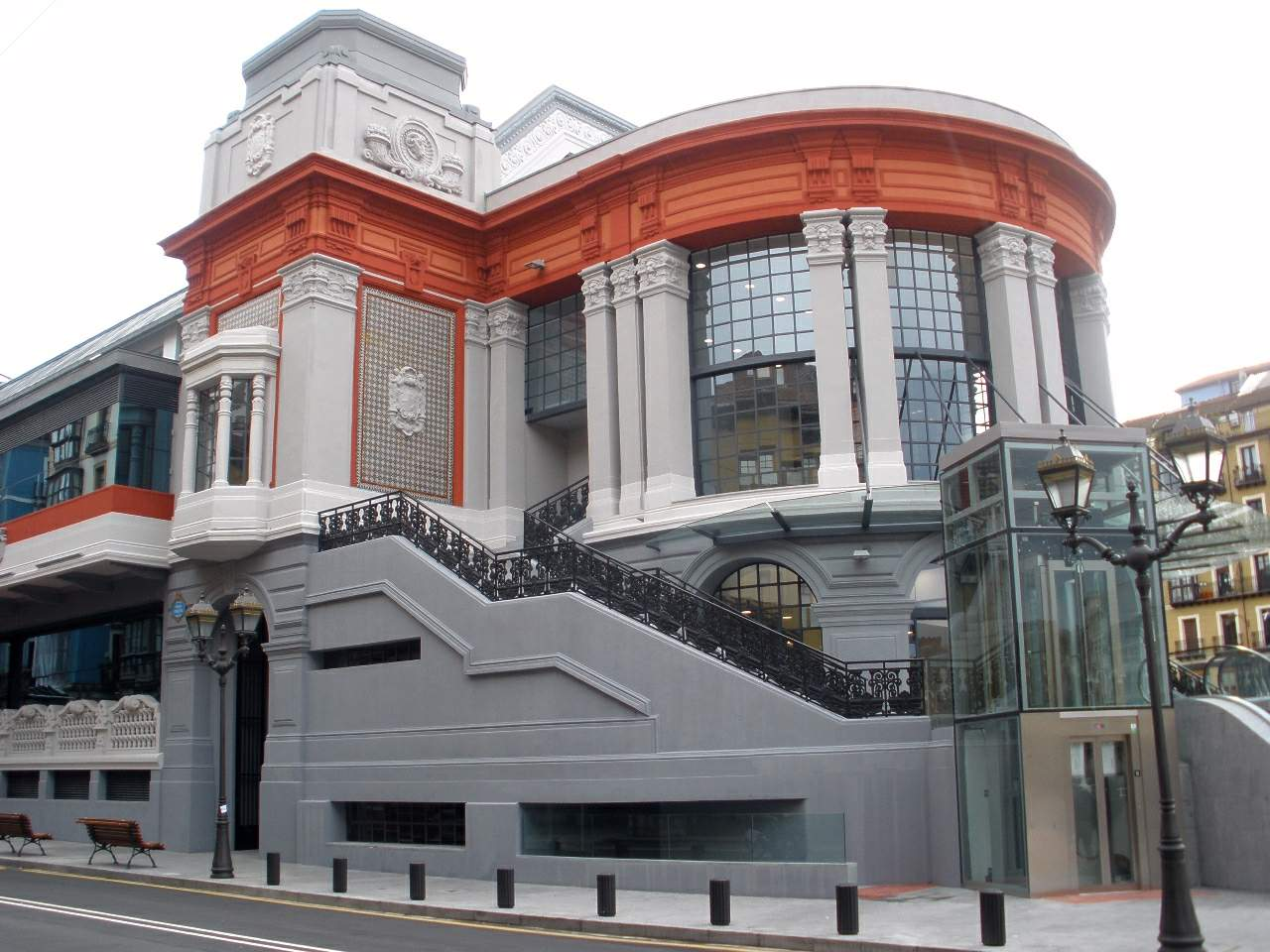
Mercado de la Ribera
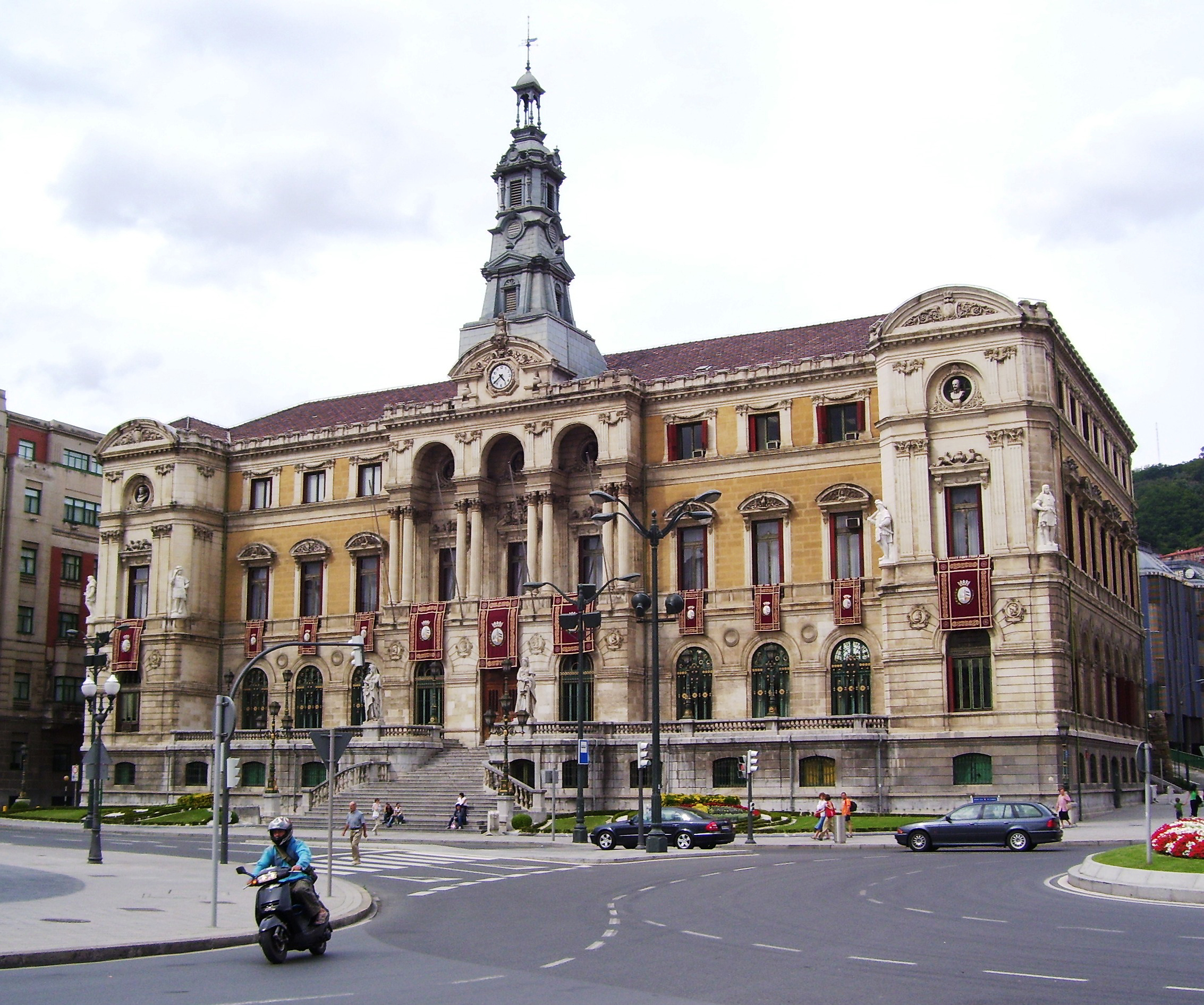
Municipio
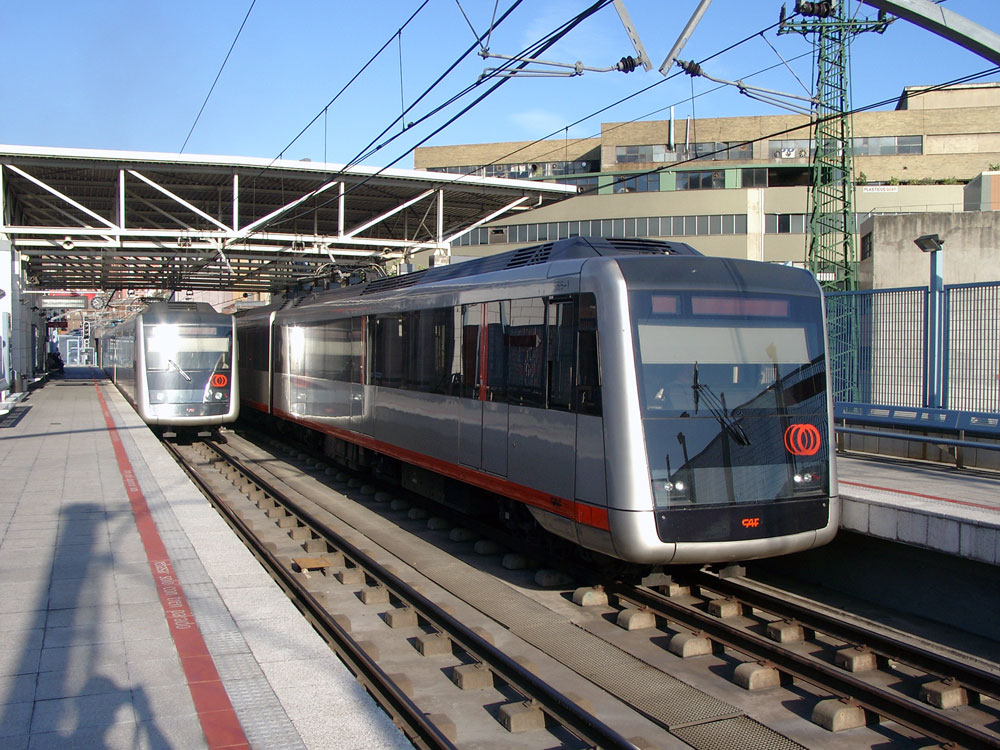
Metrò alla fermata Bouleta
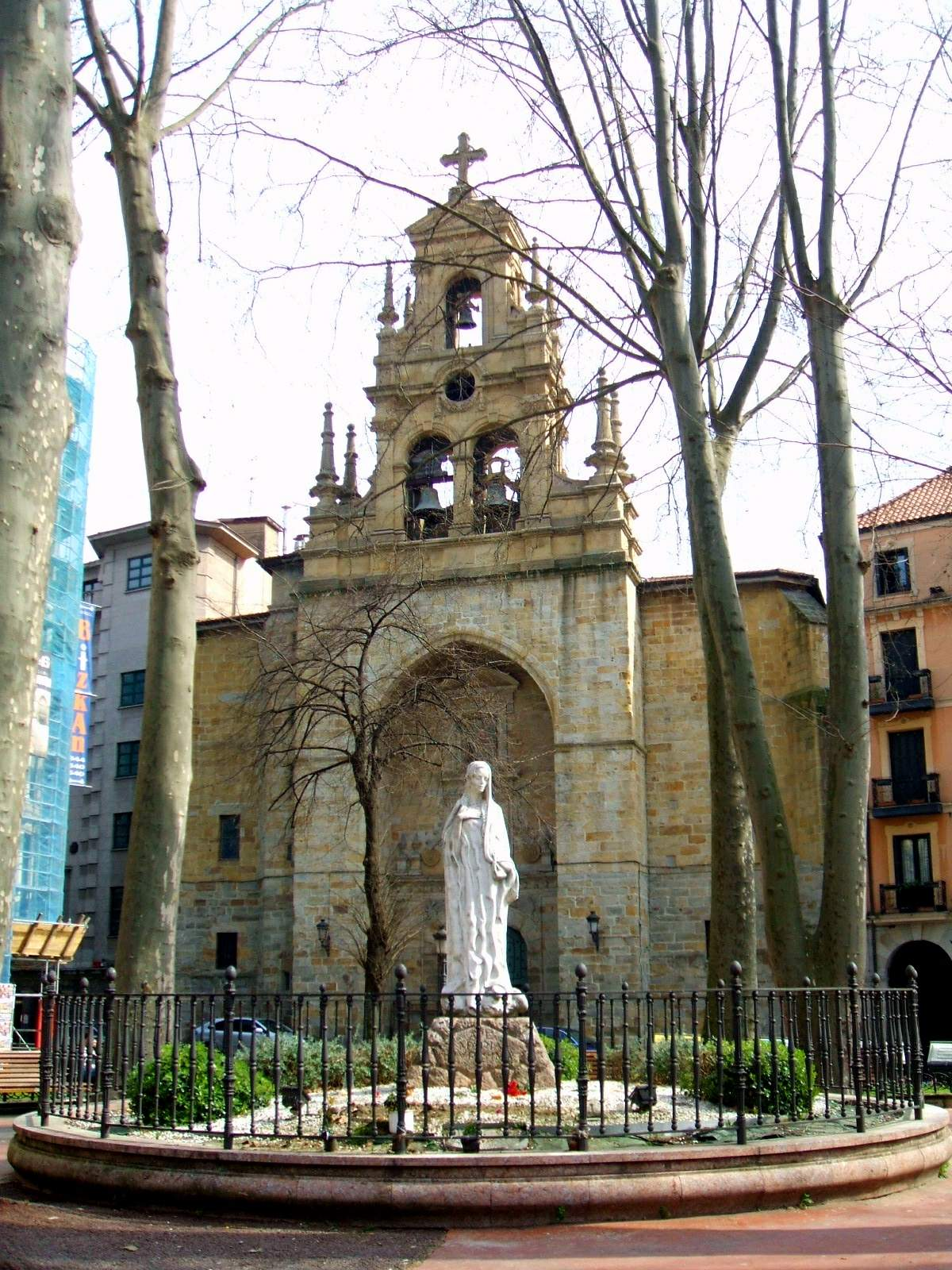
San Vicente de Abando
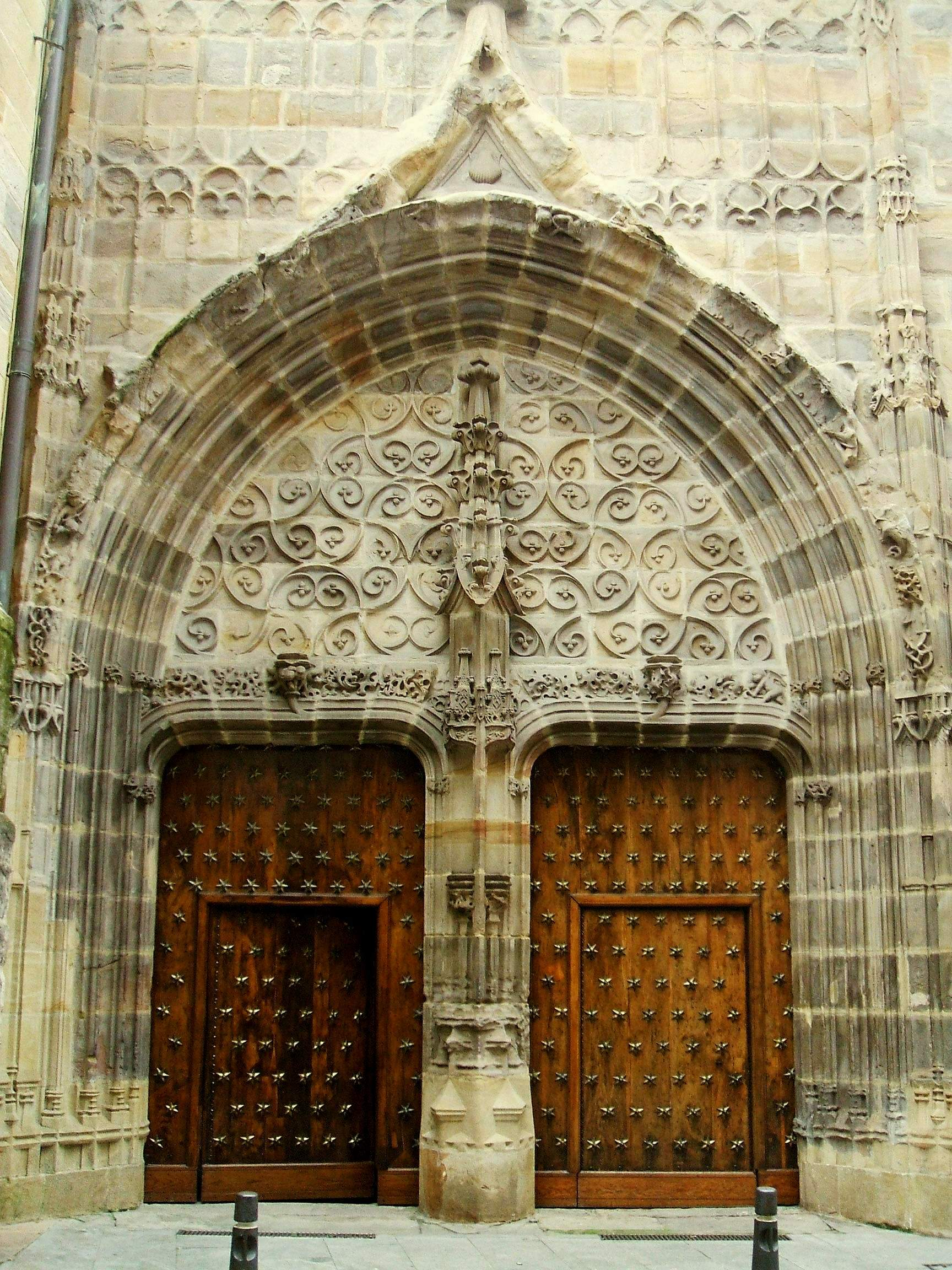
Cattedrale di San Giacomo
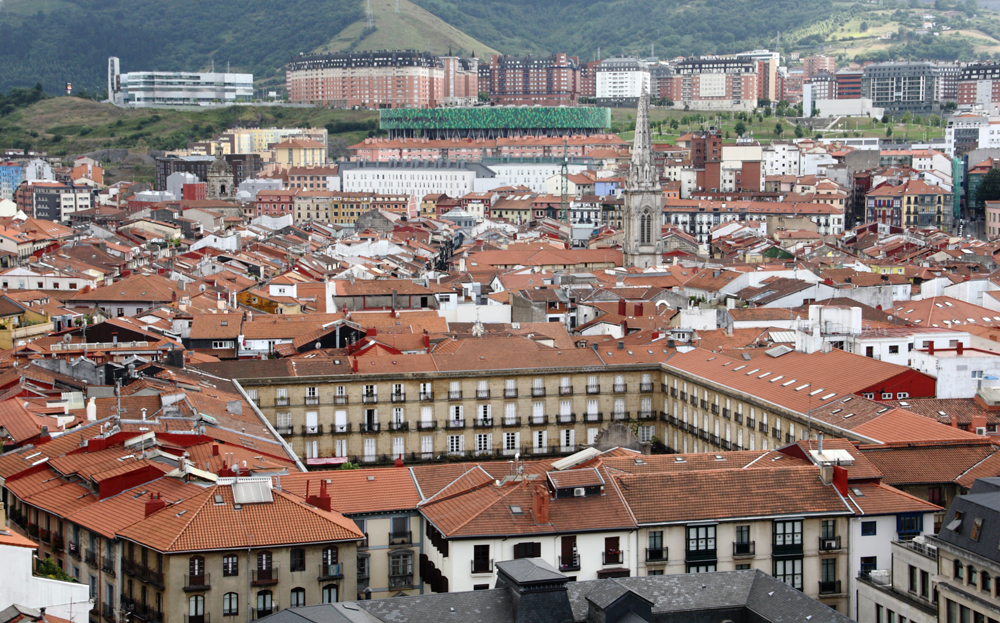
Centro storico
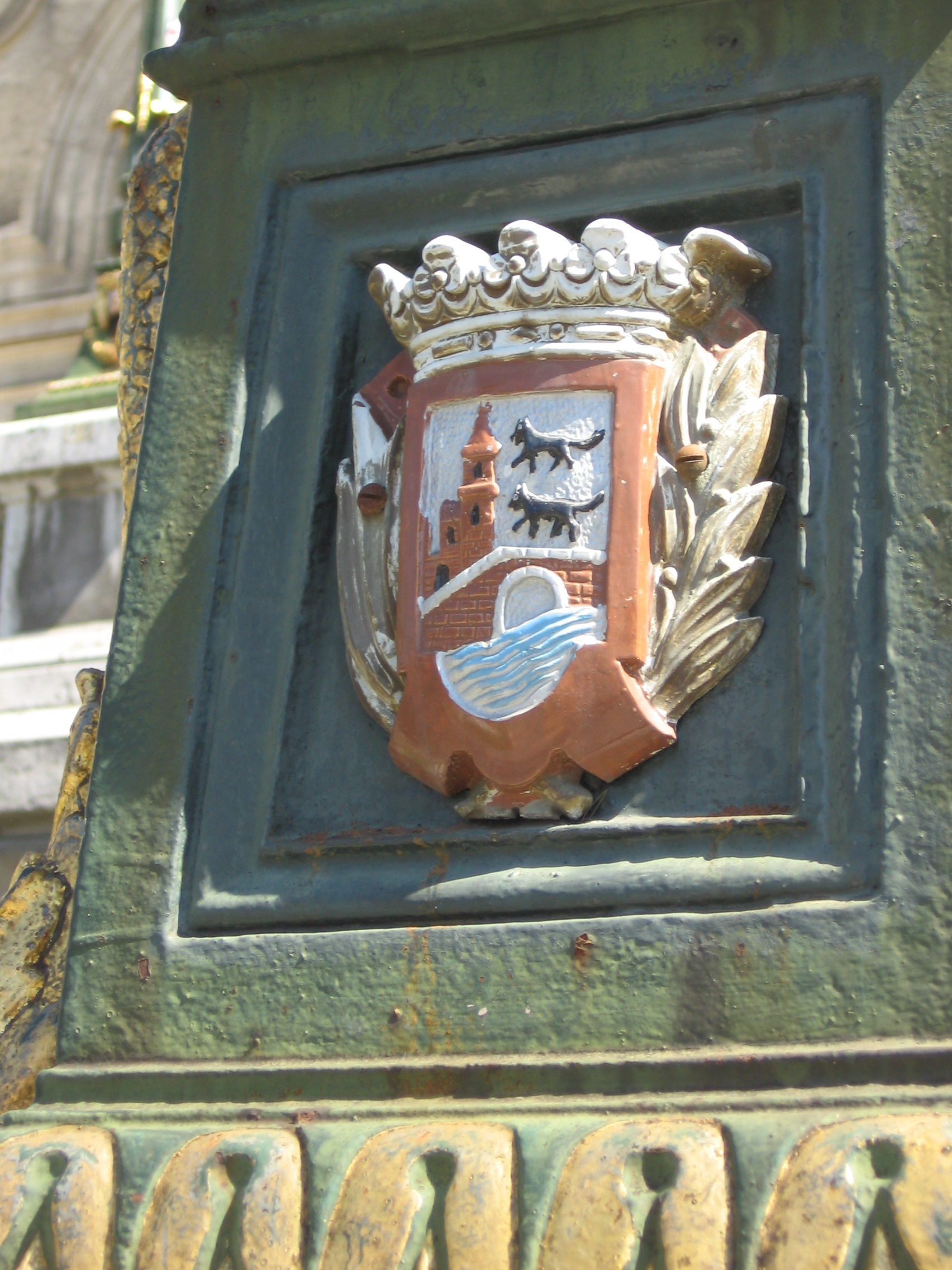
Stemma della città